# Арвал (округ)
Арвал (англ. Arwal) — округ в западной части индийского штата Бихар. Административный центр — город Арвал. Был создан в сентябре 2001 года, до этого его территория была частью округа Джеханабада. Площадь округа — 642,47 км². По данным всеиндийской переписи 2001 года население округа составляло 589 476 человека. Уровень грамотности взрослого населения составлял 45 %, что значительно ниже среднеиндийского уровня (59,5 %).